# That Face
That Face  é uma peça da dramaturga Polly Stenham, que escreveu a estória quando tinha apenas 19 anos. Estreou no Royal Court Theatre em Londres, e foi instantaneamente aclamada pela crítica.

## Sinopse
Mia vive em um internato e tem acesso às drogas de sua mãe.  Ela se mete em problemas par drogar uma colega e isso faz com que seu pai volte para a Inglaterra, já que este agora vive em Hong Kong com sua nova família. Henry, seu irmão, saiu da escola e tem que ficar em casa e cuidar de sua mãe alcoólatra. Martha, sua mãe glamourosa e desvanecida, controla suas vidas, enquanto sua própria mente doente e mundo desmoronam ao seu redor.

## Personagens
Martha: A mãe de Mia e Henry(obcecada por este) é alcoólatra e viciada em drogas.
Mia: Recem chegada filha de Martha e Hugh, é confusa e se envolve com drogas.
Henry: Filho de Martha e Hugh que se preocupa com a mãe.
Hugh: Pai defeituoso de Mia e Henry, que os abandona com a mãe.

## Elenco
- Martha: Lindsay Duncan
- Mia: Hannah Murray
- Henry : Matt Smith
- Hugh: Julian Wadham